# آنالیز هارمونیک

هماهنگ (هارمونی) های رنگ ها. این نمودار آنالیز-هارمونیکی نشان می دهد که چگونه طول موج های مختلف با نور قرمز برهمکنش می کنند. نور قرمز با اختلاف با هماهنگ دوم خود در ماوراء بنفش کاملاً هماهنگ است. تمام طول موج های دیگر در طیف مرئی اختلافی کمتر از با هم دیگر داشته و تشکیل نوسان‌های هماهنگ در امواج ترکیب شده می کنند. در ، چرخه نوسانات در موج چهاردهم رخ می دهد در حالی که در نوسانات در هر 8 موج چرخش می کنند. نوسانات در سریع ترین حالت خود را داشته که در هر 4 موچ چرخش می کنند، در حالی که در نوسانات در هر 7 موج و در در هر 13 موج نوسان می کنند. بخش پایینی نشان می دهد که چگونه هماهنگ با نور مرئی (سبز و قرمز) برهمکنش می کند (مثل اتفاقی که در تصویربرداری از یک تخت نوری بوجود می آید).

آنالیز هارمونیک شاخه ای از ریاضیات است که مرتبط با نمایش توابع یا سیگنال‌ها به صورت برآیندی از امواج پایه بوده و به مطالعه و نمایش مفاهیم سری‌های فوریه و تبدیل فوریه (یعنی فرم توسعه یافته‌ی آنالیز فوریه) می‌پردازد. در دو قرن اخیر، این شاخه به شاخه‌ای وسیع تبدیل شده که کاربرد‌های گسترده‌ای در نظریه اعداد، نظریه نمایش، پردازش سیگنال، مکانیک کوانتومی، آنالیز جزر و مدی و علوم اعصاب دارد.
عبارت «هماهنگ‌ها» (به انگلیسی harmonics) از ریشه یونانی harmonikos به معنای «ماهر در موسیقی» گرفته شده است. در مسائل فیزیکی مقدار ویژه‌ای، این که فرکانس یک موج ضرایب صحیحی از موج دیگری باشد، معنا‌دار شد، مثل هماهنگ‌های نوت های موسیقایی، اما این اصطلاح (هماهنگ) کاربرد‌هایی فراتر از معنی اصلی آن پیدا کرد.
تبدیل فوریه کلاسیک روی {\displaystyle \mathbb {R^{n}} } هنوز هم یک حوزه زنده تحقیقاتیست، بخصوص تبدیل‌های فوریه روی اشیای کلی‌تری چون توزیعات تمپرد. به عنوان مثال، اگر ما برخی الزامات روی توزیعی چون {\displaystyle \mathrm {f} } اعمال کنیم، می‌توانیم آن‌ها را به زبان تبدیل فوریه روی {\displaystyle \mathrm {f} } نیز ترجمه کنیم. قضیه پالی-وینر مثالی از این فرایند است. قضیه پالی-وینر فوراً ایجاب می کند که اگر {\displaystyle \mathrm {f} } یک توزیع ناصفر با تکیه‌گاهی فشرده باشد (شامل توابع با تکیه‌گاه ثابت هم می‌شود)، آنگاه تبدیل فوریه آن هیچ‌گاه تکیه گاه فشرده نخواهد داشت. این حالت بسیار مقدماتی از اصل عدم قطعیت در بستر آنالیز-هارمونیک است.
سری‌های فوریه را می‌توان در بستر فضاهای هیلبرت به‌طور مناسب‌تری مطالعه کرد، چرا که در آنجا ارتباطی بین آنالیز هارمونیک و آنالیز تابعی ارائه می‌کند.

## آنالیز هارمونیک کاربردی

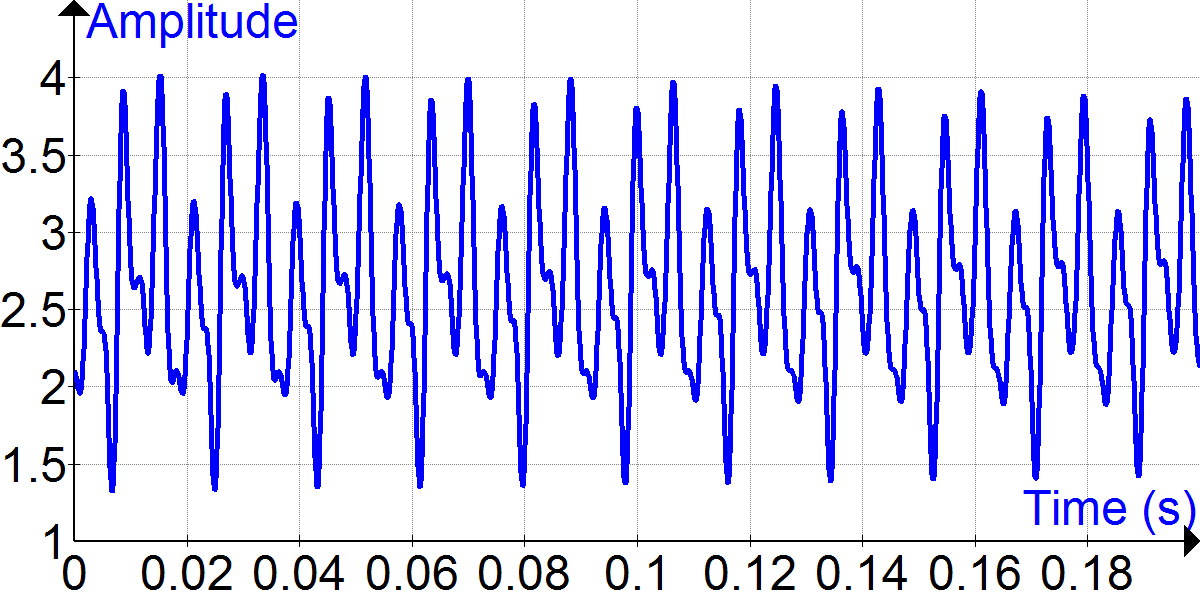
سیگنال زمانی گیتار-باس نوت رشته باز A با فرکانس ۵۵ هرتز

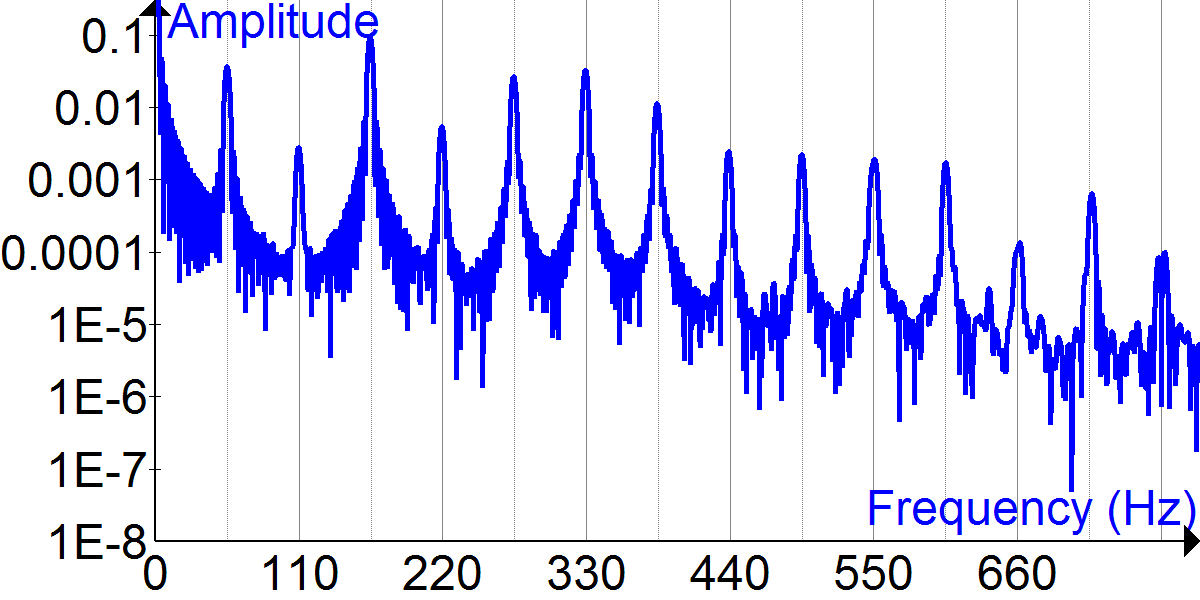
تبدیل فوریه سیگنال زمانی گیتار-باس نوت رشته باز A با فرکانس ۵۵ هرتز

بسیاری از کاربردهای آنالیز هارمونیک در علم و مهندسی با ایده یا فرضی شروع شد که یک پدیده یا سیگنال را می‌توان به صورت ترکیبی از جمع تک مؤلفه‌های ارتعاشی در نظر گرفت. جزر و مد اقیانوس و ریسمان مرتعش مثال‌های رایج و ساده ای هستند. اغلب رهیافت‌های نظری سعی می‌کنند با معادلات دیفرانسیل یا دستگاهی از معادلات استفاده کنند تا ویژگی‌های اساسی سیستم شامل دامنه، فرکانس و فازهای مؤلفه‌های ارتعاشی را توصیف کنند. معادلات خاصی به نوع میدان وابستگی دارند، اما نظریه‌ها عموماً سعی می‌کنند معادلاتی انتخاب کنند که نمایانگر اصول اصلی قابل کاربرد باشند.
رهیافت آزمایشی اغلب نیازمند داده‌هایی اند که به‌طور دقیق پدیده مورد نظر را ارزیابی کند. به عنوان مثال، در مطالعه جزر و مد، آزمایشگر ممکن است نمونه‌هایی از عمق آب را به صورت تابعی از زمان جمع‌آوری کند به گونه ای که بازه‌های فضایی به میزان کافی به هم نزدیک باشند تا هر نوسان در بازه زمانی به اندازه کافی بلند برای مشاهده چندین دوره نوسانی باشد.
به عنوان مثال، سیگنال تصویر بالایی یک موج صوتی گیتار باس است که با در آن نوت A با ریسمان باز با فرکانس پایه ای ۵۵ هرتزی نواخته شده است. شکل موج حالت نوسانی دارد، اما پیچیده‌تر از یک موج ساده سینوسی است، که نشانگر حضور امواج دیگری در آن می‌باشد. مؤلفه‌های مختلف موج را می‌توان با اعمال تکنیک‌های آنالیز ریاضیاتی به نام تبدیل فوریه شناسایی کرد، نتیجه این تبدیل در تصویر پایینی نشان داده شده. توجه کنید که در فرکانس ۵۵ هرتز پیک عمده ای مشاهده می‌شود، اما پیک‌های دیگری در فرکانس‌های ۱۱۰ و ۱۶۵ هرتز و فرکانس‌های دیگر مرتبط با آن دیده می‌شود که ضرایبی از ۵۵ هرتز هستند. در این حالت فرکانس ۵۵ هرتز به عنوان فرکانس بنیادی ریسمان مرتعش شناسایی شده و به ضرایب صحیحی که در آن ضرب می‌شود هماهنگ‌ها می‌گویند.

## کتابشناسی
- Elias Stein and Guido Weiss, Introduction to Fourier Analysis on Euclidean Spaces, Princeton University Press, 1971. شابک ‎۰−۶۹۱−۰۸۰۷۸-X
- Elias Stein with Timothy S. Murphy, Harmonic Analysis: Real-Variable Methods, Orthogonality, and Oscillatory Integrals, Princeton University Press, 1993.
- Elias Stein, Topics in Harmonic Analysis Related to the Littlewood-Paley Theory, Princeton University Press, 1970.
- Yitzhak Katznelson, An introduction to harmonic analysis, Third edition. Cambridge University Press, 2004. شابک ‎۰−۵۲۱−۸۳۸۲۹−۰; 0-521-54359-2
- Terence Tao, Fourier Transform. (Introduces the decomposition of functions into odd + even parts as a harmonic decomposition over ℤ₂.)
- Yurii I. Lyubich. Introduction to the Theory of Banach Representations of Groups. Translated from the 1985 Russian-language edition (Kharkov, Ukraine). Birkhäuser Verlag. 1988.
- George W. Mackey, Harmonic analysis as the exploitation of symmetry–a historical survey, Bull. Amer. Math. Soc. 3 (1980), 543–698.